# Leviraatshuwelijk
Het leviraatshuwelijk, zwagerhuwelijk of kortweg leviraat is de samenlevingsvorm van een man met de weduwe van een overleden broer, wanneer uit dat huwelijk geen kinderen zijn geboren. Het woord komt van het Latijnse levir dat zwager betekent. 
Het eerste kind wordt dan geacht een kind van de overleden broer te zijn. Op deze wijze zorgt men ervoor dat de nalatenschap van de broer niet verloren gaat. Tevens wordt met deze samenlevingsvorm de oude dag van de kinderloze weduwe verzekerd, waar kinderen belangrijk zijn voor verzorging op hoge leeftijd. Door lang niet alle volkeren wordt het leviraat als een volwaardig nieuw huwelijk opgevat. Vaak wordt de broer slechts gezien als een zaakwaarnemer voor de overledene en worden kinderen, door hem bij de weduwe verwekt, beschouwd als wettige kinderen van zijn gestorven broer. In religieuze of culturele context spreekt men soms van een leviraatsplicht om weer te geven dat de man slechts een zeer beperkte of geheel geen keuze heeft. 

## Bijbel
Het leviraatshuwelijk komt ter sprake in Genesis 38:8. Het wordt in de wet genoemd in Deuteronomium 25:5. In het boek Ruth vervult Naomi's neef Boaz zijn leviraatsplicht door met Ruth te trouwen, omdat een nadere bloedverwant wel het land wilde lossen, maar niet met Ruth wilde trouwen. Ook Jezus discussieert over het leviraatshuwelijk (Lucas 20:27-39) als hem de vraag wordt gesteld dat als een weduwe zeven maal met broers moet trouwen, omdat zij telkens overlijden, met wie zij dan in de hemel is getrouwd – een strikvraag om hem op de proef te stellen.

## Andere culturen
Ook in het oude Elam bestond het zwagerhuwelijk. Daar was het onderdeel van het sukkalmahstelsel, de wat ingewikkelde staatsvorm die Elam met name in de periode 2000-1500 v.Chr. kenmerkte.
Het leviraat kwam ook voor bij de Hettieten. Professor Gordon meldt hieromtrent: "aangezien hiervan duidelijk melding wordt gemaakt in India in de oudheid en het in het Nabije-Oosten enkel opkomt in het kielzog van de Indo-Europese invasies, werd het klaarblijkelijk ingevoerd, althans gepopulariseerd door de Indo-Europeanen". Professor Gurney merkt op: "De leviraatwet onder de Hettieten lijkt opmerkelijk veel op die bij de Hebreeën... Niet zomaar een even overgenomen gewoonte, maar had vermoedelijk diepliggende origines binnen de maatschappijen waarin het in zwang was".